# فهرست دریاچه‌های روسیه

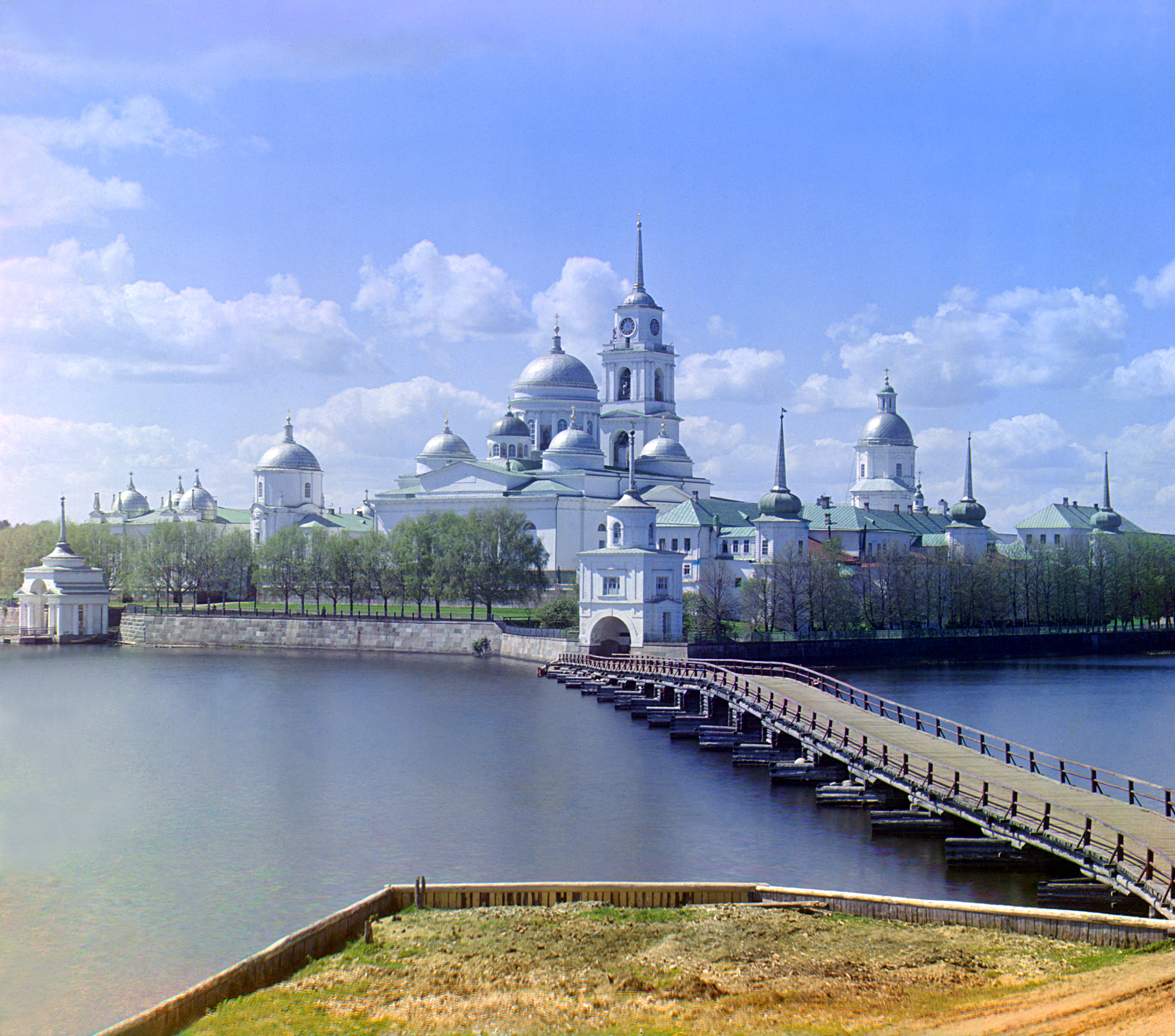
چشم‌انداز دریاچه سِلیگِر نزدیک اوستاشکوف در ۱۹۱۰.

فهرستی از دریاچه‌های روسیه:
- دریاچه اورل
- دریاچه ال‌گیگیتگین
- دریاچه اُنِگا
- دریاچه ایلمن
- دریاچه ایماندرا
- دریاچه بایکال
- دریاچه بروسنو
- دریاچه بلوی
- دریاچه باستخ
- دریاچه پیپوس
- دریاچه تایمیر
- دریاچه تِلِتسکویه
- دریاچه چانی
- دریاچه خانکا
- دریاچه خزر
- دریاچه سِلیگِر
- دریاچه کزانوی
- دریاچه کیزی
- دریاچه لاچا
- دریاچه لادوگا
- دریاچه لوووزرو
- دریاچه نرو
- دریاچه ویستیتیس